# Parathalestris intermedia
Parathalestris intermedia är en kräftdjursart som beskrevs av Gurney 1930. Parathalestris intermedia ingår i släktet Parathalestris och familjen Thalestridae. Inga underarter finns listade i Catalogue of Life.